# Святица (приток Шумлевой)

Святица — река в России, протекает в Городском округе Семёновский Нижегородской области. Устье реки находится в 7,5 км по левому берегу реки Шумлевая. Длина реки составляет 11 км.
Исток реки у деревень Святица и Светлое в 14 км к юго-западу от города Семёнов. Река течёт на юго-восток. Впадает в Шумлевую восточнее деревни Козлово.

## Данные водного реестра
По данным государственного водного реестра России относится к Верхневолжскому бассейновому округу, водохозяйственный участок реки — Волга от устья реки Ока до Чебоксарского гидроузла (Чебоксарское водохранилище), без рек Сура и Ветлуга, речной подбассейн реки — Волга от впадения Оки до Куйбышевского водохранилища (без бассейна Суры). Речной бассейн реки — (Верхняя) Волга до Куйбышевского водохранилища (без бассейна Оки).
По данным геоинформационной системы водохозяйственного районирования территории РФ, подготовленной Федеральным агентством водных ресурсов:
- Код водного объекта в государственном водном реестре — 08010400312110000034806
- Код по гидрологической изученности (ГИ) — 110003480
- Код бассейна — 08.01.04.003
- Номер тома по ГИ — 10
- Выпуск по ГИ — 0